# موخوس

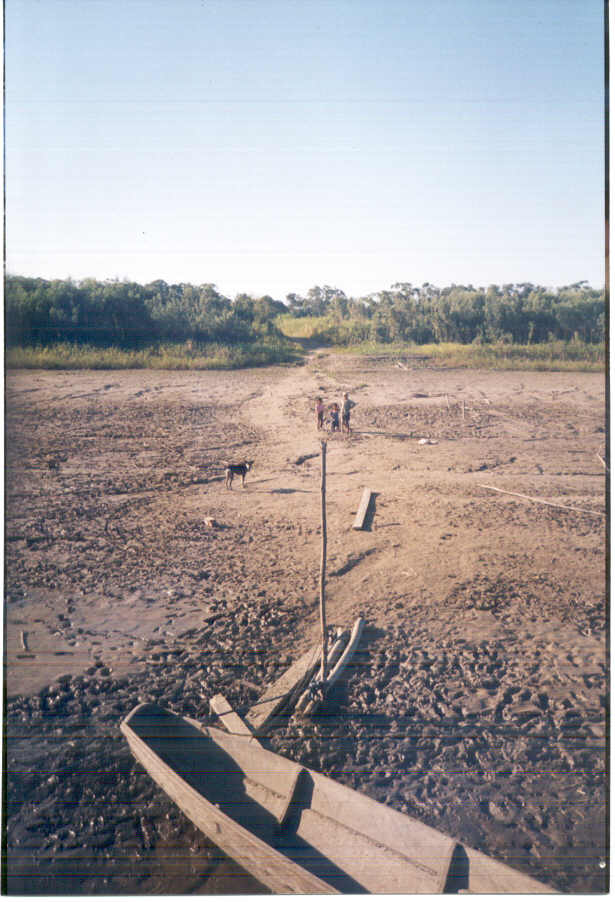
موخوس

موخوس (Moxos) نام یک علفزار استوایی در بخش آمازونی کشور بولیوی در آمریکای جنوبی است. این دشت از نظر باستان‌شناسی دارای اهمیت است و تعداد زیادی جوامع پیچیده ماقبل تاریخی در این دشت ساکن بوده‌اند. آب رودخانه‌ها در برخی از فصل‌ها سطح این دشت را می‌پوشاند.
تا پیش از اواخر سده ۱۷ میلادی پای هیچ اروپایی به این دشت نرسیده بود.
بسیاری از قرارگاه‌های مبلغین مذهبی عیسوی که در سده‌های ۱۷ و ۱۸میلادی در منطقه تأسیس کردند امروزه به شهر تبدیل شده است.
امروزه موخوس بخشی از استان بنی در بولیوی است. از دهه ۱۹۵۰ به این سو گله‌داری مهم‌ترین فعالیت اقتصادی این منطقه شده است. چشم انداز این منطقه را امروزه بیشتر منظره گله داری‌های متعدد تشکیل می‌دهد.